# Anatoly Stessel
Anatoly Mikhaylovich Stessel (russo: Анатóлий Михáйлович Стéссель; 10 de julho de 1848 — 18 de janeiro de 1915) foi um barão e general russo que lutou na Guerra Russo-Turca e também ajudou a reprimir o Levante dos Boxers. Em 1903, foi nomeado como comandante da guarnição russa de Port Arthur, tendo 50 000 soldados sob seu comando. Em 1904, no início da Guerra Russo-Japonesa, os japoneses tentam tomar Port Arthur, quando a frota russa foi afundada pela artilharia japonesa. O Exército Imperial Russo fugiu para Mukden, com Stessel acreditando que não tinha mais chances de resistir apesar das grandes baixas japonesas. Ele decidiu render-se em 2 de janeiro de 1905, sem consulta os outros militares nem ao Czar. Por causa disso, foi julgado por uma corte marcial e condenado à morte, mas Nicolau II anulou a condenação pouco depois. Stessel continuou o seu serviço militar até que morreu em 1915 na Ucrânia aos 66 anos de idade.